# Mary Kenner
Mary Beatrice Davidson Kenner (17 de maio de 1912 - 13 de janeiro de 2006) foi uma inventora norte-americana mais conhecida pelo desenvolvimento do cinto sanitário ajustável, embora a discriminação racial tenha impedido a sua patente do cinto sanitário por trinta anos. Kenner recebeu cinco patentes, que incluem um acessório de transporte para andador inválido e suporte de papel higiênico.

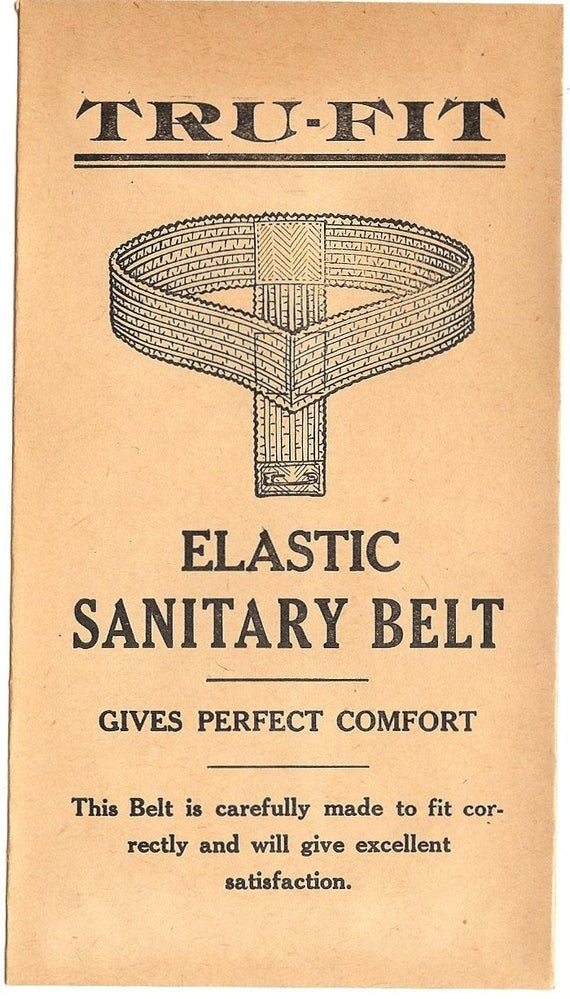
A Correia Sanitária

## Adolescência e Educação
Kenner nasceu em Charlotte, Carolina do Norte, e veio de uma família de inventores. O pai, a quem ela creditou o interesse inicial na descoberta, foi Sidney Nathaniel Davidson (junho de 1890 - novembro de 1958). Em vida, ele patenteou uma prensa de roupas que caberia em malas, embora não tenha ganhado dinheiro com a invenção. O pai também patenteou um lavador de janelas para comboios e inventou uma maca com rodas para ambulâncias. O avô inventou um sinal luminoso para comboios, embora essa invenção tenha sido roubada dele por um homem branco. A irmã, Mildred Davidson Austin Smith (1916–1993), inventou, patenteou e vendeu comercialmente jogos de tabuleiro.
Kenner concluiu o ensino médio em 1931. Ela frequentou a Howard University, embora não tenha conseguido terminar devido a dificuldades financeiras. Kenner não recebeu nenhum diploma universitário ou treinamento profissional. As mulheres da época eram mantidas fora dos estabelecimentos científicos ou académicos.
Kenner e a família mudaram-se para Washington, DC quando ela era jovem e foi aqui que ela ficou para manter as oportunidades de ter suas ideias patenteadas atualizadas no Escritório de Marcas e Patentes dos Estados Unidos.

## Invenções
Em 1912, ela inventou um cinto sanitário ajustável com um bolso embutido para guardanapo à prova de humidade. Ela completou o pedido de patente da invenção em 1954. Em 1956, o aplicativo foi aprovado. A invenção foi descrita como um eliminador de "atrito e irritação normalmente causados por dispositivos de [sua] classe". No entanto, a empresa que primeiro mostrou interesse nasua invenção, a Sonn-Nap-Pack Company, a rejeitou depois de descobrir que ela era afro-americana. Kenner nunca ganhou dinheiro com o cinto sanitário, pois a patente expirou e passou a ser de domínio público, permitindo a fabricação livre. Mais tarde, ela inventou uma modificação do cinto sanitário que incluía um "bolso resistente à humidade".
Em uma entrevista, Mary Kenner disse: "um dia, fui contatada por uma empresa que manifestou interesse em divulgar a minha ideia. Eu estava tão exultante... Eu vi casas, carros e tudo que estava para vir no meu caminho. " Um representante foi a Washington para falar com Kenner e ela continua a explicar que eles a rejeitaram dizendo: "Desculpe, mas quando descobriram que eu era negra, o interesse deles acabou. O representante voltou para Nova Iorque e me informou que a empresa não estava mais interessada. "
Entre 1956 e 1987, ela recebeu cinco patentes totais para criações de itens domésticos e pessoais. Ela compartilhou a patente do porta-papel higiénico com a sua irmã, Mildred Davidson.  Ela também detinha a patente de uma lavadora posterior que poderia ser montada na parede do chuveiro ou banheira, também conhecida como backwash  Esta invenção foi patenteada em 1987 com o número de patente 4696068.  Ela também patenteou o acessório de transporte para um andador em 1959, depois que Mildred desenvolveu esclerose múltipla.

## Vida pessoal
Mary Kenner trabalhou como arranjadora floral profissional e tinha quatro floriculturas espalhadas pela área de Washington, DC. Ela dirigiu o negócio por 23 anos após abandonar a faculdade devido a dificuldades financeiras. Durante a Segunda Guerra Mundial, Mary encontrou um emprego no governo federal, trabalhando para o Census Bureau e o General Accounting Office. Ela acompanhava mulheres mais jovens para assistir aos bailes da base militar em Washington, DC. Certa noite, enquanto acompanhava, Kenner conheceu e apaixonou-se por um soldado, com quem se casou em 1945. Eles depois divorciaram-se em 1950. Em 1951, Kenner casou-se com o famoso boxeador peso-pesado James "Jabbo" Kenner. Juntos, eles moraram em McLean, Virgínia, perto do complexo do Kennedy. Eles eram pais adotivos de cinco crianças.